# Towering Inferno
A Towering Inferno brit experimental (kísérletezős) zenei együttes volt 1985 és 1999 között. Pályafutásuk alatt egy albumot jelentettek meg. A zenekar duóban tevékenykedett. Magyar vonatkozása is akadt az együttesnek, hiszen egy magyar költő, Szkárosi Endre szerezte a szövegeket. A magyar vonatkozáshoz kapcsolódóan magyar nyelven is énekeltek egyes dalaikban.
Az album a Holokauszt köré csoportosult szöveben, és a banda által alapított "TI Records" kiadó dobta piacra, majd az Island Records később az egész világon megjelentette. Zenéjükben az indusztriális és a klasszikus műfajokat kombinálták. Egyetlen lemezük dalait több nagyvárosban is játszották, így Budapesten is. 1999-ben feloszlott a Towering Inferno. Richard Wolfson 2005-ben elhunyt. Eredetileg készült volna egy második nagylemez is, de végül nem valósult meg a lemez.

## Tagjai
- Richard Wolfson
- Andy Saunders

## Diszkográfia
- Kaddish - album, 1993